# Laatzen
Laatzen – miasto w Niemczech, w kraju związkowym Dolna Saksonia, wchodzi w skład związku komunalnego Region Hanower. Ma status samodzielnej jednostki miejskiej. Położone na południe od stolicy landu - Hanoweru. W 2008 r. miasto liczyło 40 109 mieszkańców.

## Geografia

### Położenie
Laatzen leży nad rzeką Leiną. Rzeka razem z rozlewiskami Leinemasch tworzy wschodnią granicę miasta. Od północy miasto łączy się bezpośrednio z terenami Hanoweru. Od wschodu jest ograniczone przez Kronsberg i Bockmerholz (największy obszar leśny w okolicach Hanoweru).

### Sąsiednie miasta
Idąc zgodnie z ruchem wskazówek zegara Laatzen graniczy z (zaczynając od południa): Pattensen, Hemmingen, Hanowerem, Sehnde, Algermissen i Sarstedt.

### Podział miasta

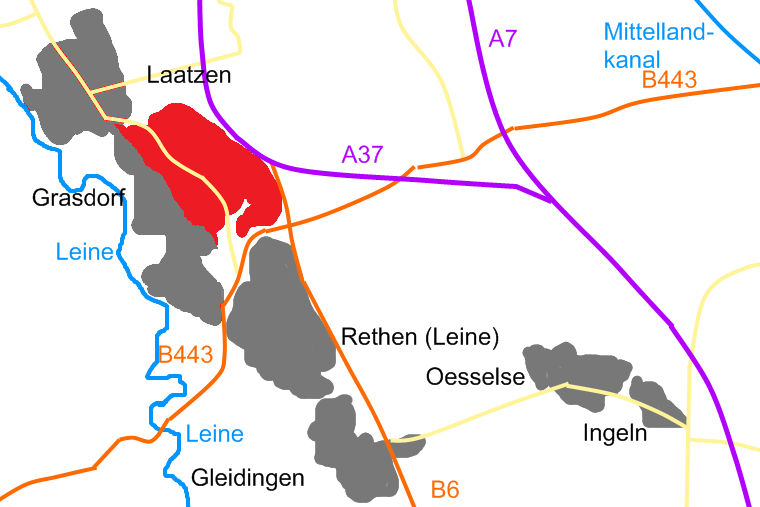
Podział miasta z zaznaczeniem na czerwono dzielnicy Laazten Centrum (Laatzen Mitte)

Laatzen składa się z dzielnic: Alt-Laatzen, Laatzen Zentrum, Grasdorf, Rethen, Gleidingen, Ingeln-Oesselse.   

### Obszary chronione
Obszar ochrony starorzecza Leiny leży na wschód od rzeki Leina, w połowie na terenie Laatzen (pomiędzy Starym Laatzen a Grasdorfem), i po jednej czwartej w Hemmingen i Pattensen. Drugi obszar ochronny „Rozlewiska Leiny pomiędzy Ruthe i Koldingen”, należący w dużej mierze do dyrektywy środowiskowej „Rozlewiska Leiny pomiędzy Hanowerem a Ruthe”  znajduje się tylko w jednej czwartej na terenie Laatzen. Dyrektywie środowiskowej podlega też leżący na wschodzie, w okolicy autostrady A7 teren leśny Bockmerholz. Na południe od terenów wystawowych targów hanowerskich i drogi przelotowej Messeschenellweg znajduje się obszar ochrony krajobrazu Mastbrucher Holz. Mastbrucher Holz razem z Bockmerholz w Sehnde są lasem szczątkowym dawniej używanym do wypasu bydła. Obecnie prowadzone są działania zmierzające do wzbogacenia różnorodności gatunkowej w kierunku zwiększenia występowania dębu szypółkowego i grabów z przejściem od lasu olchowego typowego dla terenów podmokłych do lasu bukowego i mieszanego występującego na terenach suchych. Na obszarze Mastbrucher Holz usypany został kurchan grobowy. Pozostałe obszary ochrony krajobrazu pokrywają się z terenami ochrony przyrody. Na południu, w pobliżu Gleidingen, znajduje się częściowo na terenie Laatzen teren ochrony krajobrazu Tonkuhle und Südweise.

## Historia[2]
Laatzen pojawia się po raz pierwszy w źródłach pisanych w roku 1259. Nazwa pochodzi od rodziny von Lathusen, która była największym właścicielem ziemskim w okolicy. Legenda o założeniu wspólnoty, uczona w szkołach, mówi natomiast o rolniczym klanie Lathenów, który osiedlili się nad brzegiem Leiny około 800 roku.
W pierwszej połowie XIV wieku rodzina von Lathausen sprzedała swoje prawa własności do ziemi klasztorowi w Marienrode (okolice Hildesheim), który był ich właścicielem do 1580 roku.
22 czerwca 1671 r. książę Jerzy Wilhelm z Brunszwiku i Lüneburga ofiarował elektorowi Janowi Fryderykowi z Brunszwiku i Kalenbergu za pomoc w zajęciu miasta Brunszwik trzy wsie – Laatzen, Wülfel i Döhren. Od tego czasu te trzy wsie były określane jako Kleine Freien, w odróżnieniu od Große Freien (14 wsi znajdujących się w okolicy Hanoweru). Mieszkańcy wsi mieli do spełnienia powinności wobec elektora, ale też cieszyli się specjalnymi przywilejami (na przykład prawo do polowania w lasach).

## Utworzenie miasta
1 stycznia 1962 roku Grasdorf i Laatzen zostały razem połączone, a 21 czerwca 1964 otrzymały prawa miejskie jako miasto Laatzen. Podczas reformy strukturalnej 1 maja 1974 Gleidingen, Rethen i Ingeln-Oesselse zostały dołączone do Laatzen.

## Zabytki i miejsca warte zobaczenia

### Park der Sinne

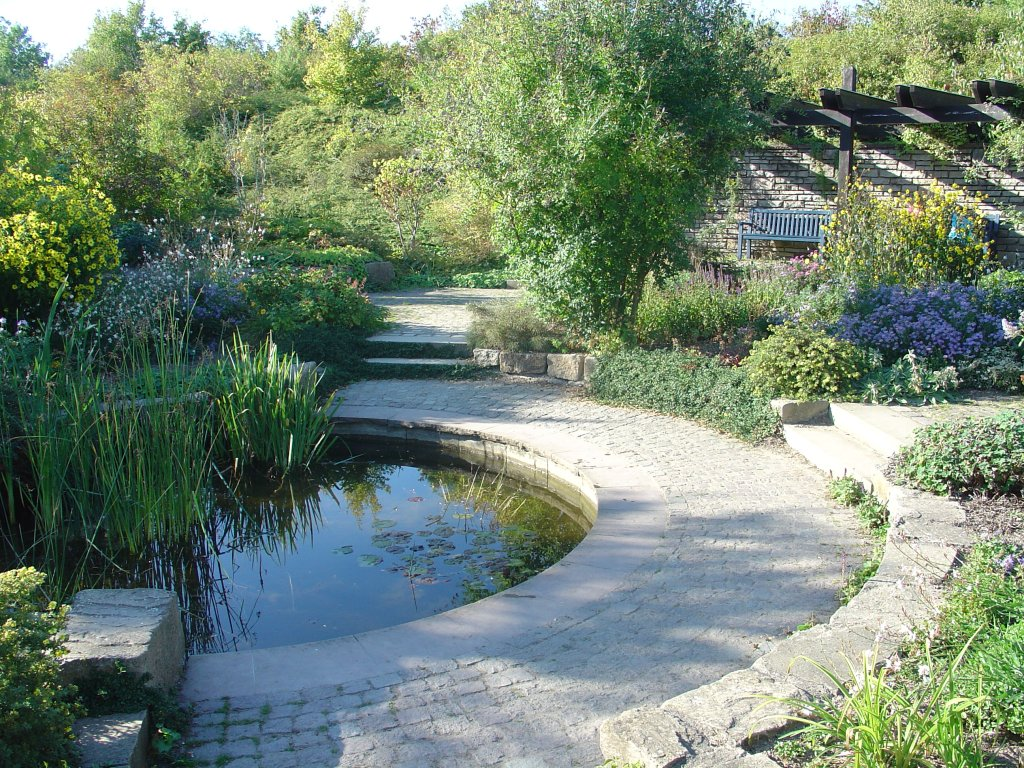

Park der Sinne (Park zmysłów) zaprojektowano na światową wystawę EXPO 2000 w Hanowerze. Umieszczono go na terenie dawnego wysypiska śmieci. Ideą parku jest zaangażowanie wszystkich zmysłów odwiedzających, wzroku, słychu, dotyku, węchu i smaku. W tym celu na terenie parku zainstalowano około 30 urządzeń 
pozwalających na odczuwanie różnych doznań i prowadzenie prostych doświadczeń, rozszerzających naszą wiedzę o świecie. Można badać zachowanie się wody, korzystać z grot szeptów, obserwować zegar słoneczny, oko owada, minerały i inne. Park ozdabia szereg rzeźb sztuki nowoczesnej i bogata, starannie utrzymana roślinność. W stawach i strumykach można obserwować życie i zachowanie ptactwa wodnego i ryb.
Park położony jest kilkaset metrów  od centrum Laatzen, w pobliżu ruchliwej ulicy Eric-Panitz-Straße. Od ulicy oddzielony jest porośniętym murem i jej bliskość, podobnie jak bliskość miasta, nie jest dokuczliwa, ani w ogóle odczuwalna. Park jest otwarty codziennie od świtu do zmierzchu. W sezonie letnim działa w nim niewielka kawiarnia. We wschodniej części parku wybudowano amfiteatr, w którym odbywają się regularnie imprezy kulturalne.

### Muzeum lotnictwa

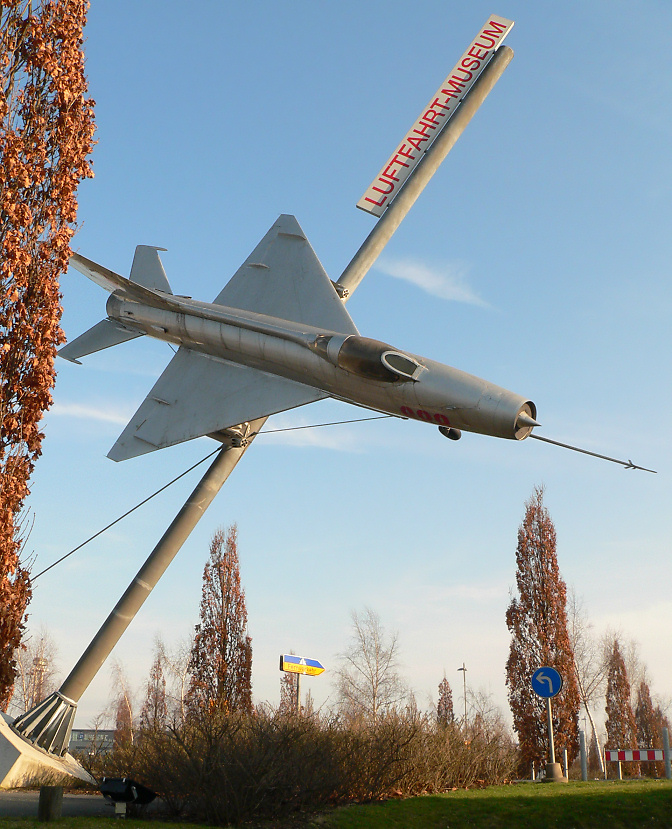

Muzeum lotnictwa znajduje się przy Ulmer Straße 2, w pobliżu terenów wystawowych targów hanowerskich. W muzeum można podziwiać ponad 4500 eksponatów związanych z lotnictwem, umieszczonych na ponad 3500 metrów kwadratowych wystawy. Można tu zobaczyć takie legendarne maszyny jak Messerschmitt czy MIG. Ogółem zaprezentowanych zostało 38 samolotów, 800 modeli samolotów i 32 silniki tłokowe i odrzutowe. Do najciekawszych obiektów prezentowanych na wystawie należą: oryginalny Spitfire Royal Air Force, jedyny Messerschmitt Bf 109 G-2 i pierwszy Focke-Wulf Fw A-8 od końca II wojny światowej w Niemczech.
Muzeum dodatkowo dysponuje bogatą biblioteką w której znajduje się ponad 4000 wydawnictw na tematy związane z lotnictwem. Ekspozycję można zwiedzać codziennie, oprócz poniedziałków, w godzinach 10-17. Bilet wstępu kosztuje 8 Euro (dla dorosłych).

### Kaplica gotycka w Starym Laatzen,
Kaplica została pierwszy raz wspomniana w roku 1325. Jest to budowla ceglana, wybudowana w stylu północnego gotyku. W czasie II wojny światowej została spalona, odbudowana, przywrócona do stanu oryginalnego i ponownie poświęcona w 1954. Obecnie należy do parafii ewangelicko-luterańskiej św. Immanuela i wykorzystywana jest głównie do udzielania ślubów.
Znajduje się przy ulicy Alte Rathausstrasse.

### Południowa część rozlewisk i starorzecz Leiny
Rozlewiska rzeki Leine otaczają miasto od zachodu. Teren zajmuje około 500 ha i znajduje się pomiędzy miastami Laatzen, Pattensen, Hemmingen i Hanowerem. Ideą utworzenia tutaj obszaru chronionego było pozostawienie krajobrazu z typowymi oznakami terenu polodowcowego.

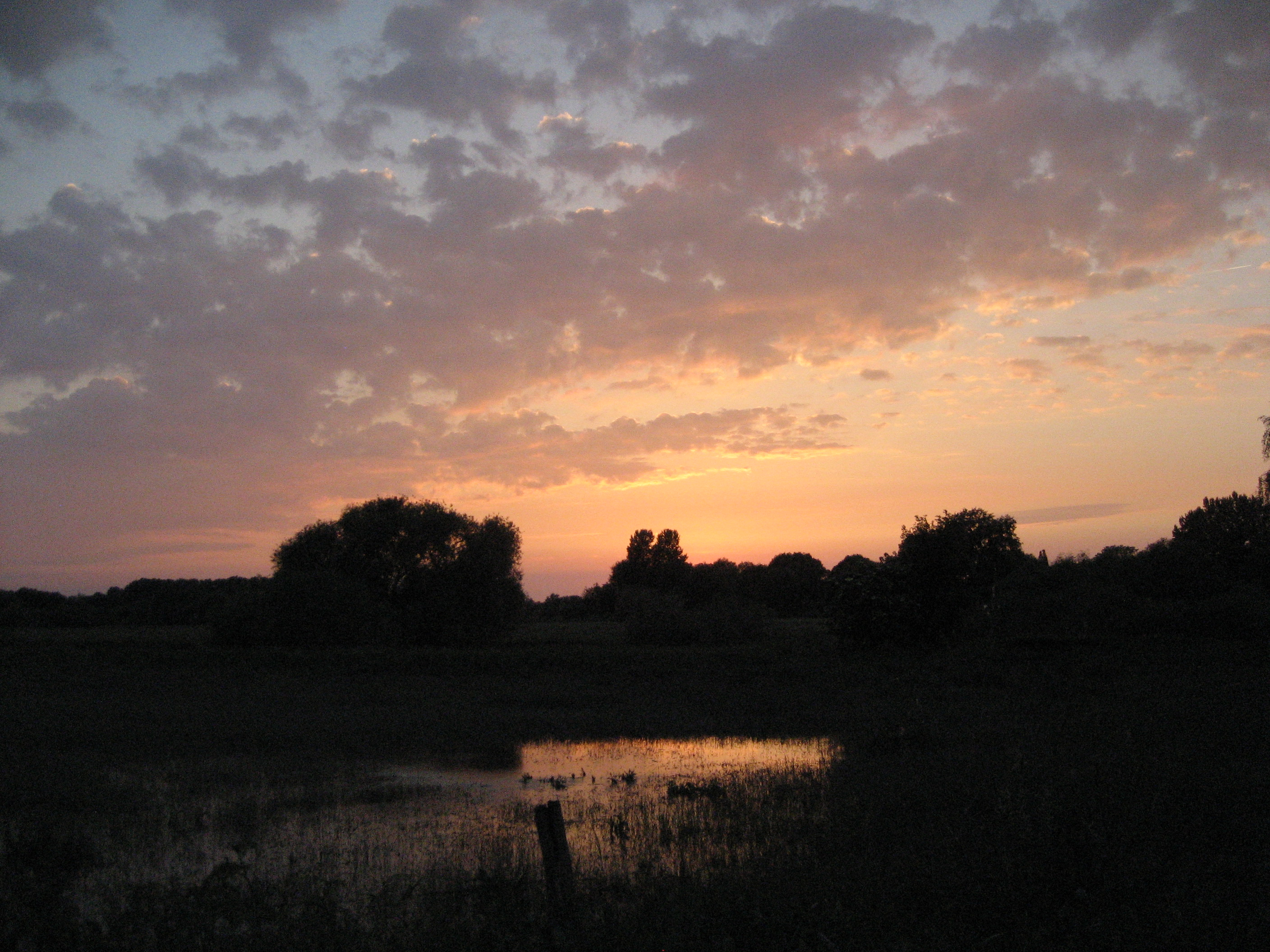

W skład krajobrazu wchodzą liczne pozostałości starego koryta rzeki, wypełnione wodą. Teren jest porośnięty wysoką roślinnością typową dla terenów mokrych i podmokłych. Oprócz czynników naturalnych widać też działalność człowieka – zbiorniki wodne sztucznie pogłębione.
Jeziorka i brzegi rzeki tworzą wspaniałe obszary lęgowe dla ptactwa wodnego. Według wytycznych Unii Europejskiej jest to jeden z pięciu najważniejszych obszarów występowania gatunków zagrożonych wyginięciem. Oprócz ptaków obserwuje się też występowanie bobrów i niektórych gatunków wydr.
Znaczna część terenu jest w dalszym ciągu wykorzystywana gospodarczo przez firmę energetyczną Enercity (od 1899 roku) w celu oczyszczania wody w sposób naturalny. Proces ten można obserwować spacerując wzdłuż liczącej około 4 kilometry ścieżki dydaktycznej.
Cały obszar jest dostępny dla odwiedzających, na jego terenie jest wyznaczona bogata sieć ścieżek pieszych, rowerowych i konnych.

## Współpraca
Miejscowości partnerskie
- Eemsmond, Holandia
- Grand-Quevilly, Francja
- Guben, Brandenburgia
- Gubin, Polska
- Waidhofen an der Ybbs, Austria